# Abridge
Abridge – wieś w Anglii, w hrabstwie Essex, w dystrykcie Epping Forest. Leży 27 km na zachód od miasta Chelmsford i 24 km na północny wschód od Londynu. W 2001 miejscowość liczyła 1500 mieszkańców.